# 순진한 아이
《순진한 아이》는 대한민국의 남매 듀엣 현이와 덕이의 첫번째 정규음반이다. 1976년 옴니버스 형식의 컴필레이션 음반 《친구야 친구》를 발표하며 음악계에 정식 데뷔한 이후 약 2년 만에 발표된 현이와 덕이의 음반으로 모든 수록곡들이 장덕에 의해 작사 · 작곡 되었으며 수록곡들 대부분은 장덕이 중학교 2학년(만 열 네살) 때 오빠 장현과 함께 드래곤 래츠라는 듀엣명으로 미8군 부대에서 활동하며 레퍼토리로 사용한 곡들이라고 한다. <꼬마인형>과 <일기장>은 미8군 부대에서 방송 관계자들의 눈에 띄어 TBC의 청소년을 위한 프로그램 '오라오라'에 출연하면서 부른 곡으로 1976년 개봉된 영화 '푸른 교실'의 사운드트랙으로 사용되기도 했다. <정말>은 1977년 개봉된 영화 '선생님 안녕'의 사운드트랙으로 발표된 바 있으며, <우리들의 세계>는 《순진한 아이》 음반이 발매될 때 동시 개봉된 영화 '우리들의 고교시대'의 사운드트랙으로 사용되었다. 하지만 이들 사운드트랙들은 《순진한 아이》에 실린 곡들과는 모두 다른 편곡의 버전들도 <정말>을 제외하고는 음반으로 취입된 적이 없다. <소녀와 가로등>은 1977년 5월 제 1회 MBC 서울국제가요제에 출전한 신인 여가수 진미령에게 선물했던 곡으로 이 음반에서는 장현의 보컬로 수록되어 있다.

## 곡 목록
다음 곡 목록은 LP 기준이며 모든 곡들을 장덕이 작사·작곡했다.
Side on
2. 꼬마인형 (장덕 작사 / 장덕 작곡) - 02:52
5. 작은 소녀의 사랑이야기 (장덕 작사 / 장덕 작곡) - 03:48
Side two
1. "마리아" (장덕 작사 / 장덕 작곡) - 03:59
2. "정말 (Ver.2)" (장덕 작사 / 장덕 작곡) - 02:13
3. "우리들의 세계" (장덕 작사 / 장덕 작곡) - 02:27
4. "귀여운 사랑" (장덕 작사 / 장덕 작곡) - 02:20
5. "너는" (장덕 작사 / 장덕 작곡) - 02:29
6. "잎새 하나" (장덕 작사 / 장덕 작곡) - 02:22

## 관련 기사
- 1978년 5월 23일 경향신문 "듀엣 현이와 덕이 순진한 아이 취입" at Naver newslibrary
- 1978년 5월 27일 동아일보 "현이와 덕이 첫음반" at Naver newslibrary